# Isabel Maria Barreto Freitas Ximenes

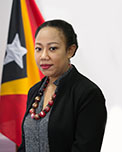
Isabel Maria Barreto Freitas Ximenes (2017)

Isabel Maria Barreto Freitas Ximenes (* 11. November 1980 in Triloca, Baucau, Osttimor) ist eine osttimoresische Politikerin. Sie ist Mitglied der Partei Frenti-Mudança (FM).

## Werdegang

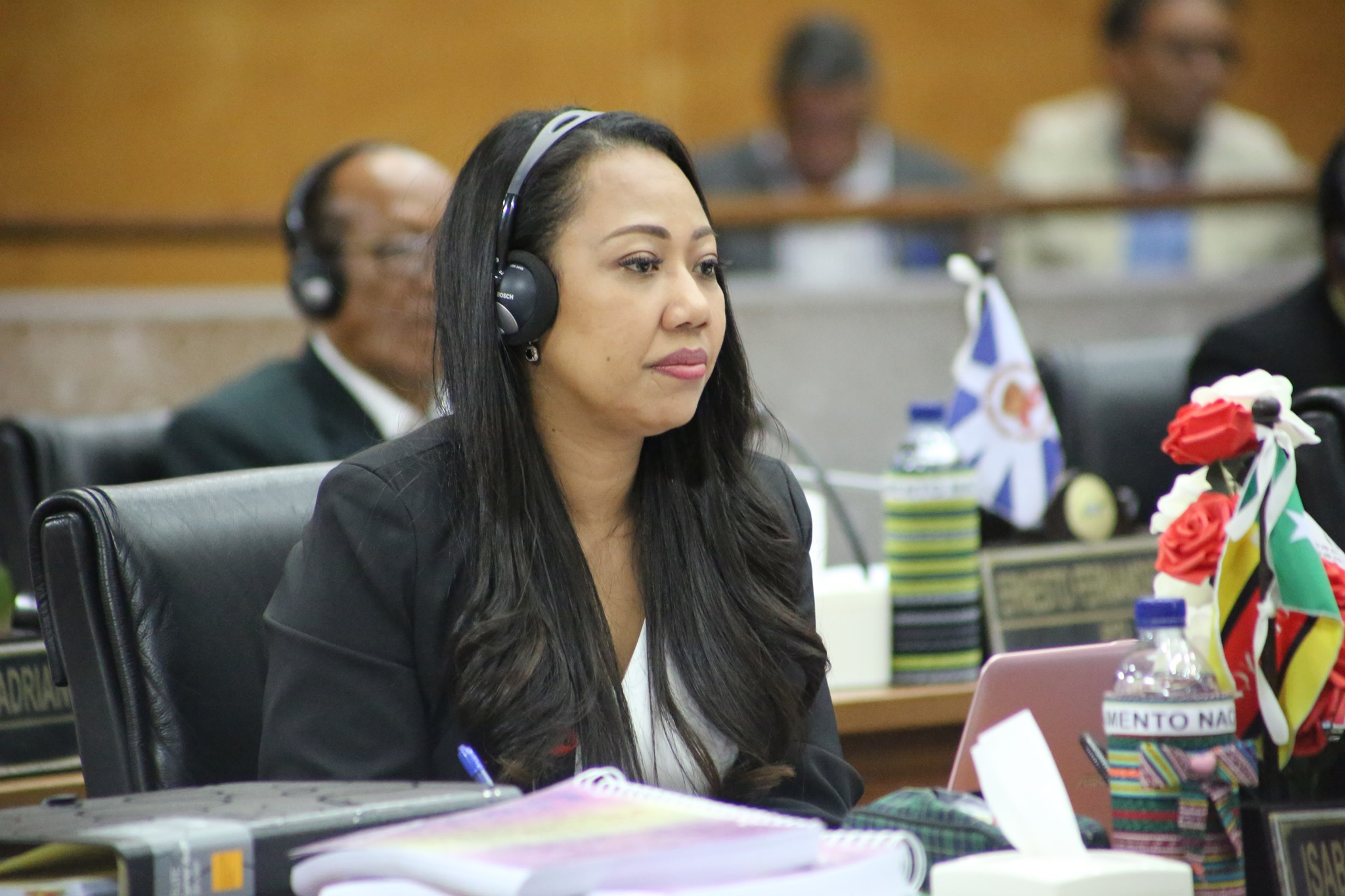
Isabel Maria Barreto Freitas Ximenes im Parlament (2019)

Ximenes hat einen Master in Buchhaltung. Sie war Rechnungsprüferin beim Ministerium für Planung und Finanzen, Chefin der Abteilung für internationale Beziehungen und Investitionen in Humankapital beim East Timor Institute of Business (IOB) von 2012 bis 2018 und Koordinatorin des Centro Linguitica-Cultura e Formação Vocacional des IOB von 2014 bis 2018.
Ximenes trat bei den vorgezogenen Parlamentswahlen in Osttimor 2018 auf Platz 3 der Liste der Frenti Dezenvolvimentu Demokratiku (FDD) an, einem Wahlbündnis zu dem auch die FM gehört. Als letzte der FDD gelang ihr der Einzug in das Nationalparlament Osttimors. 2017 hatte Ximenes noch nicht kandidiert.
Am 14. Juni 2018 wurde Ximenes zur ersten Stellvertreterin der Sekretärin des Parlamentspräsidiums gewählt. António de Sá Benevides, ihr Fraktionskollege von der Partidu Unidade Dezenvolvimentu Demokratiku (PUDD), hatte die Abstimmung zusammen mit den Abgeordneten der Oppositionsparteien FRETILIN und PD boykottiert, da die anderen Posten im Parlamentspräsidium ausschließlich an Vertreter der Regierungskoalition Aliança para Mudança e Progresso (AMP) gingen. Unterstützt wurde Ximenes von ihrem zweiten Fraktionskollegen Gilman Exposto dos Santos von der União Democrática Timorense (UDT). Die FDD zerbrach daraufhin. Zusammen mit Santos bildete Ximenes eine gemeinsame Fraktion. Sie ist Mitglied in den parlamentarischen Kommissionen für Öffentliche Finanzen (Kommission C) und für Bildung, Jugend, Kultur und Bürgerrechte (Kommission G).
2020 verlor Ximenes ihr Amt als erste Vize-Sekretärin des Parlaments.
Bei den Parlamentswahlen 2023 wurde der FM die Teilnahme durch das Tribunal de Recurso verweigert, da aus der Partei von zwei konkurrierenden Fraktionen unterschiedliche Wahllisten eingereicht wurden. Ximenes schied aus dem Parlament aus.